# آدولف باستیان
آدولف باستیان (آلمانی: Adolf Bastian؛ زاده ۲۶ ژوئن ۱۸۲۶ – درگذشته ۲ فوریه ۱۹۰۵) یک دانشمند در زمینه انسان‌شناسی اهل آلمان بود.